# Téléchargement définitif
Le téléchargement définitif est la possibilité pour l'internaute de conserver le fichier téléchargé sur son ordinateur et pouvoir y accéder autant de fois qu'il le souhaite sans condition de durée.
Ceci ne signifie pas obligatoirement que l'internaute ait la possibilité de faire une sauvegarde du fichier.